# Cleômenes (escultor)

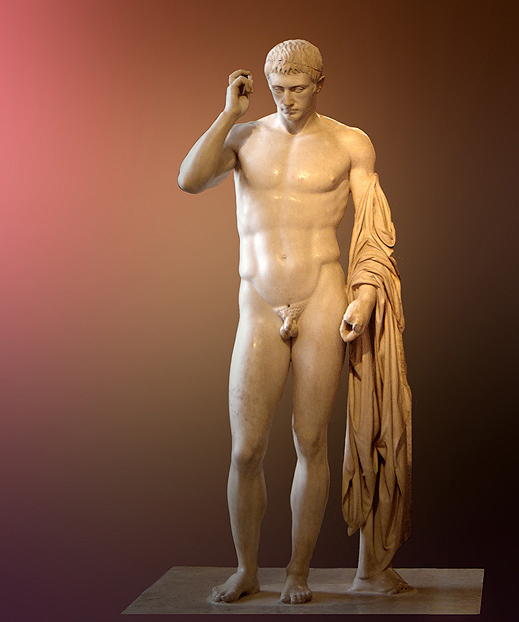
Retrato de Marcellus. Museu do Louvre

Cleômenes (português brasileiro) ou Cleómenes (português europeu) ou Kleomenes foi um escultor grego oriundo de Atenas e ativo em Roma no século I a.C. Nada se sabe sobre sua vida, mas sua assinatura está presente em uma fina reprodução, hoje no Louvre, do Hermes Ludovisi, possivelmente de Fídias, adaptada como retrato do general Marco Cláudio Marcelo, e em uma cabeça avulsa retratando o mesmo sujeito.